# Холдіца
Холдіца (рум. Holdița) — село у повіті Сучава в Румунії. Адміністративно підпорядковане місту Броштень.
Село розташоване на відстані 314 км на північ від Бухареста, 60 км на південний захід від Сучави, 143 км на захід від Ясс.

## Населення
За даними перепису населення 2002 року у селі проживали 529 осіб, усі — румуни. Усі жителі села рідною мовою назвали румунську.